# والنسن
والنسن (به انگلیسی: Valencene) با فرمول شیمیایی C۱۵H۲۴ یک ترکیب شیمیایی با شناسه پاب‌کم ۹۸۵۵۷۹۵ است. که جرم مولی آن ۲۰۴٫۳۵ g/mol می‌باشد. 